# Rudolf Chlad (politik TOP 09)
Rudolf Chlad (* 24. prosince 1947, Plzeň) je český záchranář, dlouholetý náčelník Horské služby České republiky a Horské služby v Krušných horách, a politik strany TOP 09. Poslancem Poslanecké sněmovny Parlamentu České republiky byl zvolen ve volbách 2010 v Karlovarském kraji z třetího místa tamní kandidátky, když však vlivem preferenčních hlasů (15,63 %) získal při rozdělování mandátů místo první. Byl jím do rozpuštění Poslanecké sněmovny v srpnu 2013.
Je absolventem střední průmyslové školy a nástavbového studia tělovýchovy v rámci ČSTV.